# MAG95
MAG95は、ポーランドで開発された自動式拳銃である。ポーランド共和国軍の制式拳銃トライアルに参加したが、不採用となった。

## 概要
1994年に発表された軍用向けの大型拳銃で、ポーランドのザクワディ・メタロヴェ・ウゥチニク（ラドム）で開発された。NATOに加盟して制式弾薬を変更したポーランド共和国軍への採用と、西ヨーロッパへの輸出を意図しており、使用弾薬は9x19mmパラベラム弾である。
弾倉はダブルカラムで装弾数は15+1発、オプションとして10発と20発弾倉も存在する。作動方式はショートリコイル式、撃発機構はハンマー露出型のダブルアクションである。初期モデルのMAG95では全ての部品がスチール製であり、非装填時で1キログラム以上の重量があったが、後に登場した改良モデルではフレームがアルミニウム合金製となるなど軽量化が図られた。フレーム後端付近左右に、デコッキングレバーを兼ねたマニュアルセフティが配置されている。
MAG95はポーランド共和国軍の制式拳銃トライアルに参加したが、軍事兵器技術研究所が開発したWIST-94に敗れた。以後、MAG98・MAG08などの改良モデルを開発しつつ輸出や民間向けに生産されていたが、2025年時点ではメーカーの製品一覧にはMAGシリーズは掲載されていない。
更なる改良型として、2015年から2017年にかけてPR-15 RAGUN（2018年からVIS100に改称）が開発され、WIST-94の後継としてポーランド共和国軍に制式採用された。

## 派生型
MAG98
フレームをアルミニウム合金製に変更したモデル。非装填時重量は875グラムまで軽量化されている。
MAG08
2008年に発表された、MAG98の改良モデル。